# 共通戦術装輪車
共通戦術装輪車（きょうつうせんじゅつそうりんしゃ）は陸上自衛隊が配備予定とされる装輪装甲車ファミリーである。後述のように歩兵戦闘車型、機動迫撃砲型、偵察戦闘型の開発が進行中であるとされる。

## 概要
共通戦術装輪車は16式機動戦闘車と連携して、敵の制圧・撃破や敵情の解明を行う車両として開発された。近接戦闘を行う戦闘職種向けに配備されるとされ、96式装輪装甲車の後継として陸上自衛隊が調達する次期装輪装甲車（パトリアAMV）と並行して調達される。
2018年（平成30年）1月に三菱重工業と「共通戦術装輪車システム設計A」、2018年（平成30年）2月に小松製作所と「共通戦術装輪車システム設計B」の契約が結ばれた。しかし装輪装甲車（改）の事業中止を受け、試作車両の契約は三菱重工業のみ行われた。
三菱重工業が製造した試作車両は16式機動戦闘車をベースに開発され、各部が共通化されている。
令和6年度予算において歩兵戦闘車、機動迫撃砲が計上された。

### 歩兵戦闘車型
令和7年度予算の概要では24式装輪装甲戦闘車と記載されている。
装輪タイプの歩兵戦闘車であり、車長、砲手、操縦手によって運用され、他に人員8名が乗車できる。武装はMk.44 30mm機関砲とMk.52 7.62mmチェーンガンが用いられる。

### 機動迫撃砲型
令和7年度予算の概要では24式機動120mm迫撃砲と記載されている。
装輪タイプの自走迫撃砲であり、車長、操縦手、照準手、砲手、弾薬手によって運用される。車両後部に2R2M迫撃砲を搭載する。

### 偵察戦闘車型
令和7年度予算の概要では共通戦術装輪車 (偵察戦闘型)と記載されている。
車長、砲手、操縦手、監視員、斥候員によって運用される。武装は歩兵戦闘車型と同じである。
車体後部にはカメラを搭載した監視装置や衛星通信アンテナが装備されている。
令和7年度富士総合火力演習において、当装備について部隊使用承認がなされ、「25式偵察警戒車」と命名されたことが発表された。

## 調達
24式装輪装甲戦闘車、24式機動120mm迫撃砲、共通戦術装輪車 (偵察戦闘型)の調達節を参照のこと。

## 配備
2023年（令和5年）時点で配備部隊は明らかになっていないが、機動戦闘車との連携を明記していることから即応機動連隊および偵察戦闘大隊への配備が見込まれている。

## 登場作品

### ゲーム
『War Thunder』
2024年9月10日の大型アップデート「Dance of Dragons」で偵察戦闘型の試作車が、同年11月19日の大型アップデート「Firebirds」で歩兵戦闘車型の試作車が日本ツリーの軽戦車として実装された。